# Plassen
Der Plassen ist ein 1953 m ü. A. hoher Berg im Dachsteingebirge in den Gemeinden Hallstatt und Gosau. Der häufig besuchte Berg bietet eine schöne Aussicht auf das Innere Salzkammergut. Am Gipfel befindet sich ein Gipfelkreuz mit Gipfelbuch.

## Geologie
Im Süden liegt der Plassen direkt auf weichem Haselgebirge der Salzlagerstätte, im Norden auf sprödem Hallstätter Kalk. Diese unterschiedliche Unterlagerung führt zu Hanginstabilitäten, die Massenbewegungen auslösen können.
Der Berg ist namensgebend für den an seiner Typlokalität etwa 700 m mächtigen Plassenkalk der späten Jura- und frühesten Kreidezeit.

## Anstiege
- Weg 640 vom Ortszentrum Hallstatt über das Salzberg-Hochtal. Ab Hallstatt-Lahn kann das Hochtal auch mit der Panoramabahn erreicht werden.